# 曾傑
曾傑（1886年—1941年），字伯兴，湖南省新化县遵路乡球溪（今冷水江市禾青）人，中华民国政治人物。

## 生平
曾傑自幼有数学天赋，后入岳麓山高等学堂学习。1904年初，曾傑与黄兴组织华兴会，随后曾傑秘密回到宝庆，与周叔川、谭人凤、李燮和等人联络学界策划举事，以响应黄兴、马福益举行的长沙起义。因事机泄露，曾傑逃往日本。1905年中国同盟会成立，曾傑成为第一批会员。1905年12月返回湖南，在湖南铁路学堂任教，与文斐等人主持湖南省的中国同盟会事务。1911年辛亥革命前夕，随谭人凤参与组建中国同盟会中部总会。1911年10月22日，曾傑与焦达峰、陈作新等人率新军攻入湖南巡抚衙门，成立湖南都督府，曾傑任都督府参议长兼秘书。不久，谭延闿策动兵变，焦达峰、陈作新被杀害，曾傑也遭叛兵擒获，几乎被害。1912年，曾傑赴英国留学，又赴德国柏林大学学习政治经济学及社会学，获得博士学位。
1916年，曾傑回国，在护国战争中任赣边先遣司令。1917年起，在民国大学任教。1922年起，在中国大学任教。1927年北伐战争时，任武汉国民政府首席参事。1927年之后，任国民政府立法院立法委员兼交通部顾问。1929年，任中国国民党湖南省指导委员会指导委员、组织部长。
1930年代，曾傑离职，并抨击蒋介石的不抵抗政策，赴上海创办《义勇周刊》。曾参与陈铭枢、蔡廷锴、李济深等人的反蒋活动，在福建成立中华共和国人民革命政府。事败，曾傑遭特务秘密逮捕，囚禁于厦门鼓浪屿。曾傑通过英国人将其被秘密囚禁的消息外泄，迫使蒋介石将其释放。1939年至1940年，曾傑在湖南任张治中的军事顾问。1941年，因反对自长沙撤退，并计划组织抗日志愿军，遭国民党特务暗杀于长沙市郊的猴子石，享年55岁。

## 著作
早年，曾傑著有数种数学专著。中晚年著《乙戊集》、《大道建国与实力御侮》、《以党建国论》、《青年烦闷之经验良方》等著作。